# تومي تون
تومي تون هو مصور موضة ومصور كندي، ولد في 9 مارس 1984 في أوكفيل في كندا.

## وصلات خارجية
- الموقع الرسمي